# Радчино (Вологодская область)
Радчино — деревня в Тотемском районе Вологодской области при впадении Томанги в Цареву.
Входит в состав Калининского сельского поселения, с точки зрения административно-территориального деления — в Калининский сельсовет.
Расстояние по автодороге до районного центра Тотьмы — 31 км, до центра муниципального образования посёлка Царева — 6 км. Ближайшие населённые пункты — Исаево, Кашинское, Климовская, Орловка.
По переписи 2002 года население — 13 человек.